# Nais behningi
Nais behningi är en ringmaskart som beskrevs av Wilhelm Michaelsen 1923. Nais behningi ingår i släktet Nais och familjen glattmaskar. Inga underarter finns listade i Catalogue of Life.